# Silence in the Snow
Silence in the Snow es el séptimo álbum de estudio de la banda de heavy metal estadounidense Trivium. El cual fue lanzado el 2 de octubre de 2015.

## Canciones
Todas las canciones escritas y compuestas por Trivium, except "Snøfall" by Ihsahn. 
| Standard Edition |                                 |          |  |
| N.º              | Título                          | Duración |  |
| 1.               | «Snøfall»                       | 1:28     |  |
| 2.               | «Silence in the Snow»           | 3:40     |  |
| 3.               | «Blind Leading the Blind»       | 4:25     |  |
| 4.               | «Dead and Gone»                 | 3:46     |  |
| 5.               | «The Ghost That's Haunting You» | 4:10     |  |
| 6.               | «Pull Me from the Void»         | 3:54     |  |
| 7.               | «Until the World Goes Cold»     | 5:21     |  |
| 8.               | «Rise Above the Tides»          | 3:55     |  |
| 9.               | «The Thing That's Killing Me»   | 3:31     |  |
| 10.              | «Beneath the Sun»               | 3:57     |  |
| 11.              | «Breathe in the Flames»         | 5:11     |  |

| Special edition |                           |          |  |
| N.º             | Título                    | Duración |  |
| 12.             | «Cease All Your Fire»     | 5:02     |  |
| 13.             | «The Darkness of My Mind» | 4:46     |  |

- Datos: Q20814056